# Johnny va agafar el fusell
Johnny va agafar el fusell (títol original l'anglès Johnny Got His Gun) és una pel·lícula antibel·licista dirigida el 1971 pel cineasta estatunidenc Dalton Trumbo, que va filmar la seva pròpia novel·la homònima, escrita el 1939. La pel·lícula, molt fidel al llibre, descriu el dur i desafortunat destí del jove Joe (Johnny) Bonham, de 21 anys, que s'allista voluntari a la Primera Guerra Mundial per sortir-ne absolutament mutilat.

## Argument
En esclatar la Primera Guerra Mundial, l'entusiasta Johnny, que sempre havia desitjat portar un fusell a les mans, es presta voluntari a participar-hi activament i marxa al front com a soldat d'una unitat d'artilleria.
Usat com a carn de canó a la línia del front, Johnny no tarda a caure abatut per l'explosió d'una granada, a la qual el jove sobreviu amb penes i treballs. Aquesta explosió, però, converteix Johnny en un tors vivent: sense braços ni cames i havent perdut els sentits de la vista, l'oïda, l'olfacte i el gust, només li continua funcionant el cervell.
Ningú s'imaginar que en aquest estat deplorable Johnny no ha perdut també la consciència i, per pura curiositat científica, els metges mantenen el seu cos en vida per esbrinar quant de temps un cos humà pot sobreviure en aquestes condicions precàries.
Internat a l'hospital, Johnny pren a poc a poc consciència que ha sobreviscut a l'explosió, però l'alegria inicial es converteix progressivament en frustració a mesura que s'adona que ha perdut braços i cames, i degenera en desesperació quan pren també consciència que de fet ha perdut igualment tota sensibilitat sensorial: les orelles, els ulls, el nas i la boca.
Presoner del seu tors i completament incomunicat, Johnny inicia un monòleg existencial amb ell mateix alhora que s'esforça per trobar un mitjà per poder-se comunicar amb el món exterior. El moviment del seu cap és l'única via que li resta per posar-se en contacte amb els infermers, els quals s'acaben adonant que Johny no és víctima d'espasmes sistemàtics sinó que pretén comunicar-se amb ells mitjançant morse.
Atònits per la descoberta, els doctors desxifren el primer missatge de Johnny, que diu que no desitja altra cosa que la mort. Aquesta petició és però ignorada, així com també la següent, quan Johnny demana ser col·locat en una vitrina per mostrar a la gent els horrors de la guerra.
Finalment, Johnny comprèn que l'exèrcit no acceptarà mai les seves peticions i que ha sigut condemnat a viure empresonat dins un cos mutilat i en un estat precari de mort vivent, havent perdut tota potestat sobre el seu cos i la seva vida.

## Sentit de la pel·lícula
El títol és una referència sarcàstica al desig ingenu de Johnny de portar un fusell. La pel·lícula alerta de les conseqüències fatals de voler jugar amb foc i de deixar-se endur per una vocació irresponsable com la del protagonista.

## Repartiment
- Timothy Bottoms: Joe Bonham
- Kathy Fields: nòvia de Joe
- Marsha Hunt: mare de Joe
- Jason Robards: pare de Joe
- Donald Sutherland: Jesucrist
- Diane Varsi: infermera

## Producció
Les escenes de la pel·lícula distingeixen la realitat de Johnny, manifestada en blanc i negre, amb els seus somnis, expressats en color.
La cara desfigurada de Johnny roman sempre oculta per un llençol, igual que els seus membres amputats.

## Acollida
La pel·lícula va ser presentada Festival Internacional de Cinema de Canes de 1971, on va guanyar el Gran Premi de Jurat i el premi de la FIPRESCI, així com una nominació a la Palma d'Or.

## Cultura popular
El video de Metallica de la cançó "One", del 1988, mostra extrets de la pel·lícula. El grup de música va comprar tots els drets de Johnny Got His Gun per poder fer-ne ús.